# UEFA Champions League 2006/07 (1/4 finale) AS Roma - Manchester United
Deze pagina is een subpagina van het artikel UEFA Champions League 2006/07. Hierin wordt de wedstrijd in de 1/4 finale tussen AS Roma en Manchester United gespeeld op 4 april nader uitgelicht.

## Wedstrijdgegevens
| Datum                | 4 april 2007                        | 4 april 2007                        |
| Stadion              | Stadio Olimpico, Rome               | Stadio Olimpico, Rome               |
| Toeschouwers         | 75.000                              | 75.000                              |
| Scheidsrechter       | Herbert Fandel GER                  | Herbert Fandel GER                  |
| Assistenten          | Carsten Kadach GER Volker Wezel GER | Carsten Kadach GER Volker Wezel GER |
| Vierde man           | Peter Sippel GER                    | Peter Sippel GER                    |
| Man van de wedstrijd | Francesco Totti (AS Roma)           | Francesco Totti (AS Roma)           |
|                      | AS Roma                             | Manchester United                   |
| Doelpunten           | 2                                   | 1                                   |
| Gele kaarten         | 1                                   | 4                                   |
| Rode kaarten         | 0                                   | 1                                   |
| Wissels              | 2                                   | 2                                   |
| Schoten op doel      | 9                                   | 4                                   |
| Schoten naast doel   | 13                                  | 3                                   |
| Overtredingen        | 20                                  | 19                                  |
| Hoekschoppen         | 9                                   | 3                                   |
| Buitenspel           | 3                                   | 2                                   |
| Strafschoppen        | 0                                   | 0                                   |
| Balbezit (tijd)      | 27 min                              | 21 min                              |
| Balbezit (%)         | 56%                                 | 44%                                 |

| AS Roma | 2-1            | Manchester United |
| 44' Rodrigo Taddei 66' Mirko Vučinić | goals (assist) | 60' Wayne Rooney |
| Luciano Spalletti | coach          | Alex Ferguson |
| Doni Christian Panucci Christian Wilhelmsson ( 62') Philippe Mexès Francesco Totti Rodrigo Taddei ( 82') Cristian Chivu Daniele De Rossi Simone Perrotta Mancini Marco Cassetti | Opstellingen   | Edwin van der Sar Gabriel Heinze Rio Ferdinand Wes Brown Cristiano Ronaldo Wayne Rooney Ryan Giggs ( 77') Michael Carrick Paul Scholes Ole Gunnar Solskjær ( 72') Paul Scholes |
| Mirko Vučinić ( 62') Aleandro Rosi ( 82') | Wissels        | Darren Fletcher ( 72') Louis Saha ( 77') |
| 42' Simone Perrotta | gele kaarten   | 26'+34' Paul Scholes 70' Ole Gunnar Solskjær 87' Gabriel Heinze |
| 34' Paul Scholes | rode kaarten   | |